# توم يلين
توم يلين (مواليد 1953) هو منتج أمريكي في مجال التلفزيون والسينما. تخصص في العمل على أفلام تلفزيونية وثائقية متنوعة.

## سيرة
وُلد يلين في عام 1953، وبدأ مسيرته كمنتج في إيه بي سي نيوز. قام بإنتاج العديد من البرامج الإخبارية والمسلسلات التلفزيونية التي فازت بعدد من الجوائز، بما في ذلك جوائز بيبودي، وإيمي، وغابرييل، وجورج بولك، وألفريد آي دو بونت ـ جامعة كولومبيا. وفي عام 2002، شارك في تأسيس شركة PJ Productions، وهي شركة إنتاج تلفزيوني أمريكية. كما شارك في تأسيس شركة The Documentary Group.
قام يلين بإنتاج أفلام وثائقية مثل عملية العودة للوطن: كتابة تجربة زمن الحرب (2007)، وارتفاع فتاة (2013)، وأمريكا في وقت الذروة (2011). وفي عام 2015، أنتج أرض التحالف الذي لاقى استقبالاً إيجابيًا، وتم ترشيحه لعدد من الجوائز، بما في ذلك جائزة الأوسكار لأفضل فيلم وثائقي وجائزة بافتا لأفضل فيلم وثائقي.

## وصلات خارجية
- توم يلين في قاعدة بيانات الأفلام على الإنترنت